# Hydrophis brooki
Hydrophis brookii là một loài rắn trong họ Rắn hổ. Loài này được Günther mô tả khoa học đầu tiên năm 1872.
H. brookii được tìm thấy ở Ấn Độ Dương (Malaysia, Việt Nam, tây Indonesia: Sumatra, Java, Kalimantan) và vịnh Thái Lan.